# Platina 220
Platina 220 es un rascacielos brasileño ubicado en el barrio de Tatuapé, en la Zona Sudeste de la ciudad de São Paulo (Brasil). El edificio tiene 50 pisos y ya fue coronado. Con 172 metros de altura es oficialmente el rascacielos más alto de São Paulo.

## Historia
Sus obras comenzaron en 2017 en un terreno ubicado en la calle Bom Sucesso, en el barrio Tatuapé, detrás del Shopping Metrô Tatuapé y la estación Tatuapé del Metro de São Paulo. El edificio contará con un área comercial en la planta baja y una torre con hotel, departamentos residenciales, locales comerciales y oficinas corporativas.
El proyecto fue concebido por el estudio de arquitectura Königsberger Vannucchi a pedido de Porte Engenharia. Fue divulgado y anunciado por la empresa como un proyecto basado en conceptos y regulaciones del Plan Maestro de São Paulo vigente y como parte de un conjunto de proyectos de la misma empresa en la región denominada "Platinum Axis".
Su inauguración estaba programada para 2021, pero se pospuso para febrero de 2022. Con su inauguraciòn superará oficialmente como el más alto de la ciudad al edificio Mirante do Vale, que con 170 m ostenta el título desde 1966.